# Adam Adamczyk
Adam Adamczyk, (* 1. října 1950 ve Varšavě, Polsko) je bývalý polský zápasník – judista.

## Sportovní kariéra
S judem začínal v 15 letech v rodné Varšavě v klubu Gwardia pod vedením Jerzy Banaszaka. V polské seniorské reprezentaci vedené Waldemarem Sikorskim a Hiromi Tomitou se pohyboval od roku 1970. V roce 1972 si v domácí konkurenci tvořené především Antoni Reiterem a Jerzy Jatowttem dokázal vybojovat nominaci na olympijské hry v Mnichově. Na olympijské hry si však formu nepřinesl a vypadl nečekaně v prvním kole s Novozélanďanem Littlewoodem. V dalších letech sváděl souboje o post reprezentační jedničky ve střední váze s Antoni Reiterem a v roce 1976 ho dokázal opět porazit při nominaci na olympijské hry v Montréalu. Dojem z minulých olympijských her však nenapravil, jako jeden z favoritů na medaili vypadl ve druhém kole s Jugoslávcem Slavko Obadovem. V dalších letech pokračoval v úspěšné kariéře v nově definované polostřední váze, ale svých třetích olympijských her se nedočkal kvůli častým zraněním. Sportovní kariéru ukončil definitivně v roce 1982. Věnuje se trenérské práci. V řadě zemí rozjížděl judistický program – Pobřeží slonoviny nebo v Řecku na přelomu devadesátých a osmdesátých let před příchodem rodiny Iliadisů.

## Výsledky
| Turnaj             | 1972         | 1973         | 1974         | 1975         | 1976         | 1977        | 1978        | 1979        |
| Turnaj             | 22           | 23           | 24           | 25           | 26           | 27          | 28          | 29          |
| Turnaj             | střední váha | střední váha | střední váha | střední váha | střední váha | polostřední | polostřední | polostřední |
| ------------------ | ------------ | ------------ | ------------ | ------------ | ------------ | ----------- | ----------- | ----------- |
| Olympijské hry     | úč.          |              |              |              | úč.          |             |             |             |
| Mistrovství světa  |              | úč.          |              | 3.           |              |             |             | úč.         |
| Mistrovství Evropy | ?            | ?            | 3.           | 3.           | 2.           | 1.          | 2.          | 3.          |